# Ifrah Ahmed
Ifrah Ahmed (en somalí, Ifraax Axmed, en árabe: إفراح أحمد‎) es una activista social somalí, fundadora de la organización no gubernamental United Youth of Ireland (UYI).

## Trayectoria
Ahmed nació en Somalia y, en 2006, emigró a Irlanda. Ha trabajado en diferentes proyectos con varias organizaciones somalíes e internacionales, entre ellas Amnistía Internacional y UNICEF. Es fundadora de la Ifrah Foundation que lucha contra la mutilación genital femenina, y entre sus principales áreas de trabajo se encuentra la salud reproductiva de las mujeres. También ha sido consultora del programa de reconstrucción posconflicto del Gobierno Federal de Somalia.
En 2010, Ahmed fundó la United Youth of Ireland (UYI), una organización no gubernamental que presta apoyo a los jóvenes inmigrantes en sus actividades empresariales, artísticas y creativas. Además, ha estado involucrada en la organización de distintos eventos, talleres, recaudación de fondos y seminarios.
En 2014, fue también oradora invitada en el documental Girl Rising de Richard E. Robbins, que defiende la educación escolar de las niñas. La muestra formaba parte del Ciclo de Cine de Desarrollo celebrado en el University College Dublin (UCD).
Ahmed fue galardonada con el premio Persona del Año en Irlanda en 2018 por su trabajo.

## Biopic
Un biopic sobre Ahmed, Una Chica de Mogadishu, protagonizado por Aja Naomi King y Barkhad Abdi se encuentra actualmente en producción, siendo grabado en Irlanda y Marruecos.